# Nawakołasawa
Nawakołasawa (biał. Наваколасава; ros. Новоколосово) – osiedle na Białorusi, w obwodzie mińskim, w rejonie stołpeckim, w sielsowiecie Nawakołasawa.
Powstała w 1954 jako osiedle mieszkalne dla pracowników utworzonej w pobliżu jednostki wojsk rakietowych.
Nazwa pochodzi od sąsiedniej miejscowości Kołosowo.